# Viorel Moldovan
Viorel Dinu Moldovan (født 8. august 1972 i Bistriţa, Rumænien) er en tidligere rumænsk fodboldspiller, der spillede som angriber hos en lang række europæiske klubber, samt for Rumæniens landshold. Af hans klubber kan blandt andet nævnes Dinamo Bukarest og Rapid Bukarest i hjemlandet, franske FC Nantes, Coventry City i England samt schweiziske storklub Grasshoppers.

## Landshold
Molodvan nåede i årene mellem 1993 og 2005 at spille 70 kampe for Rumæniens landshold, hvori han scorede 25 mål. Han deltog blandt andet ved både VM i 1994 og VM i 1998, samt EM i 1996 og EM i 2000.